# ATP Firenze 1977
L'ATP Firenze 1977 è stato un torneo di tennis giocato sulla terra rossa. È stata la 5ª edizione dell'ATP Firenze che fa parte del Colgate-Palmolive Grand Prix 1977. Si è giocato a Firenze in Italia dal 18 al 24 aprile 1977.

## Campioni

### Singolare
Paolo Bertolucci ha battuto in finale  John Feaver con il punteggio di 6–4, 6–1, 7–5

### Doppio
Chris Lewis /  Russell Simpson hanno battuto in finale  Iván Molina /  Jairo Velasco, Sr. con il punteggio di 2–6, 7–6, 6–2